# World Funeral
World Funeral – album studyjny szwedzkiego zespołu black metalowego Marduk. Wydawnictwo ukazało się 25 marca 2003 roku nakładem wytwórni muzycznej Blooddawn Productions. W ramach promocji do utworu tytułowego został zrealizowany teledysk. Nagrania zostały zarejestrowane w należącym do Petera Tägtgrena Abyss Studio w Szwecji pomiędzy wrześniem a listopadem 2002 roku.
Cytat "The Funeral Is about to begin, sir!" w utworze "Hearse" pochodzi z filmu "Mordercze kuleczki (ang. Phantasm)" z 1979 w reżyserii Dona Coscarelliego.

## Lista utworów
Opracowano na podstawie materiału źródłowego.
1. "With Satan and Victorious Weapons" – 3:51
2. "Bleached Bones" – 5:20
3. "Cloven Hoof" – 3:26
4. "World Funeral" – 3:31
5. "To the Death’s Head True" – 3:58
6. "Castrum doloris" – 3:34
7. "Hearse" – 4:54
8. "Night of the Long Knives" – 5:31
9. "Bloodletting" – 5:49
10. "Blessed Unholy" – 5:02
11. "Blackcrowned" – 2:18 (utwór instrumentalny)

## Wydania
| Rok  | Nr katalogowy                   | Format                                         | Wydawca                               | Region            | Źródło |
| ---- | ------------------------------- | ---------------------------------------------- | ------------------------------------- | ----------------- | ------ |
| 2003 | BLOODNA1012                     | CD, Album                                      | Blooddawn Productions                 | Stany Zjednoczone | [ 4 ]  |
| 2003 | BLOODNA1012                     | CD, Album                                      | The End Records                       | Stany Zjednoczone | [ 4 ]  |
| 2003 | Blood 012                       | CD, Album                                      | Blooddawn Productions, Regain Records | Szwecja           | [ 4 ]  |
| 2003 | TKCS-85063                      | CD, Album                                      | Soundholic                            | Japonia           | [ 4 ]  |
| 2003 | CDM 0803-1478                   | CD, Album, Dig                                 | CD-Maximum                            | Rosja             | [ 4 ]  |
| 2003 | BLOOD 012, Blood 012            | CD, Album, Promo                               | Regain Records, Blooddawn Productions | Szwecja           | [ 4 ]  |
| 2003 | BLOODLP 012                     | LP, Album, Ltd                                 | Blooddawn Productions                 | Szwecja           | [ 4 ]  |
| 2003 | BLOODPLP 012                    | LP, Pic, Album, Ltd                            | Blooddawn Productions                 | Szwecja           | [ 4 ]  |
| 2005 | CDL0237CD                       | CD, Album                                      | Candlelight Records USA               | Stany Zjednoczone | [ 4 ]  |
| 2006 | BLOOD 029, BLOOD 013, BLOOD 012 | Box, Ltd + CD, Album + CD, Single, Ltd + DVD-V | Regain Records                        | Szwecja           | [ 4 ]  |
| 2008 | D.I. 110                        | CD, Album, RE, Enh                             | Del Imaginario Discos                 | Argentyna         | [ 4 ]  |
| 2014 | 9983802, BLOOD 060              | CD, Album, RE, RM                              | Century Media, Blooddawn Productions  | Niemcy            | [ 4 ]  |
| 2014 | CMD9983801                      | LP, Album, Ltd, RE, Gol                        | Century Media Records                 | Niemcy            | [ 4 ]  |
| 2014 | CMD9983801                      | LP, Album, Ltd, RE, Whi                        | Century Media Records                 | Niemcy            | [ 4 ]  |
| 2014 | CMD9983801                      | LP, Album, RE, Bla                             | Century Media Records                 | Niemcy            | [ 4 ]  |
| 2014 | CMD9983801                      | LP, Album, Sil                                 | Century Media Records                 | Stany Zjednoczone | [ 4 ]  |